# Regierungssystem
Das Regierungssystem (auch als Regierungsform bezeichnet) beschreibt die formale Ausgestaltung und die Funktionsweise einer Regierung. Regierungssystem wird gelegentlich auch synonym für den Begriff „politisches System“ verwendet, obschon letzteres im eigentlichen Sinne ein abstrakterer Begriff ist. Nach Winfried Steffani ist ein politisches System viel mehr als die Regierung, und das Regierungssystem ist eine politikwissenschaftliche Klassifikation verschiedener Regierungstypen. 
Zentral für die Typologisierung des Regierungssystems ist die Frage, wie Staatsoberhaupt, Regierungschef und Parlament zueinander stehen, d. h. welche politische Institution über welche Kompetenzen verfügt.
Zahlreiche Regierungssysteme gehen auf die geschichtliche Vergangenheit der Länder zurück. So orientieren sich zum Beispiel viele der Länder im Commonwealth of Nations am britischen Westminster-System (siehe Varianten).

## Unterscheidung
Wichtige Regierungssysteme, die sich nach der Stellung von Staatsoberhaupt, Regierung und Parlament bzw. insbesondere deren Machtkonstellation im verfassungsgemäßen Gefüge richten, sind nachfolgend aufgelistet:
- in Republiken:
  - präsidentiell (Der durch Volkswahl bestimmte Präsident hat weitreichende Befugnisse und ist Staatsoberhaupt sowie Regierungschef zugleich.)
  - semipräsidentiell (Zwischenform zwischen präsidentiellem und parlamentarischem System; bestimmte „Mischformen“ aus Elementen des präsidentiellen und des parlamentarischen Regierungssystems)
  - parlamentarisch (Die Regierung ist vom Vertrauen des Parlaments als Mittelpunkt der Staatsgewalt abhängig.)
  - parlamentsgebundene Exekutivgewalt (Sonderfall des parlamentarischen Systems, bei dem der Präsident durch das Parlament zum Staatsoberhaupt und Regierungschef gewählt wird und von dessen Vertrauen abhängig ist.)
  - Direktorialsystem (Ein vom Parlament gewähltes Direktorium als Kollektivorgan ist Träger der Regierungsgewalt und ex post nicht vom Vertrauen des Parlaments abhängig.)
  - Räterepublik (Herrschaft wird über vom Volk direkt gewählte Räte ausgeübt, die kein freies Mandat besitzen.)

- in Monarchien:
  - Absolute Monarchie (Der Monarch hat die absolute und uneingeschränkte Macht.)
  - Konstitutionelle Monarchie (Der Monarch wird durch eine Verfassung eingeschränkt, die Regierung verbleibt jedoch von seinem Vertrauen abhängig.)
  - Parlamentarische Monarchie (Die Macht des Monarchen ist stark begrenzt, da es ein einflussreiches, vom Volk gewähltes Parlament gibt, auf dessen Vertrauen die Regierung angewiesen ist.)

- in Diktaturen (Sonderfälle, in der Moderne oftmals in Republiken):
  - Einparteiensystem (Es existiert faktisch nur eine wählbare politische Partei, die diktatorisch herrscht, üblicherweise mit republikanischem Anspruch.)
  - Militärdiktatur (Die verfassungsmäßige Regierung ist gestürzt und wird stattdessen durch das Militär ausgeübt.)
  - Personelle Diktatur (Mit einer festen Führungsfigur verbundene Diktatur, gestützt durch die charismatische Herrschaft und Personenkult, in der das System auf den Herrscher zugeschnitten ist.)
  - Tyrannis (Historischer Begriff der Antike für eine entartete, autokratische Willkürherrschaft eines Monarchen.)

Das Regierungssystem kann begrifflich von der Staatsform und der Herrschaftsform eines politischen Gemeinwesens unterschieden werden. In diesem Fall ist mit der Staatsform vor allem ein Typus der politischen Organisationsform eines Staates gemeint, besonders hinsichtlich der Stellung des Staatsoberhaupts bzw. der Frage, wer und auf welche Weise Funktionen der Souveränität persönlich oder als Repräsentant ausüben kann. In einer grundlegenden Typisierung werden dabei zunächst Republik und Monarchie gegenübergestellt und diese weiter unterteilt.
Soll die Herrschaftsform betrachtet werden, so geht es vor allem um die Ausgestaltung der realen (de facto) Machtverhältnisse in einem Staat bzw. der tatsächlichen Herrschaftsweise, also um die Frage, welchen Instanzen bestimmte Entscheidungen zustehen, wer die Optionen vorbereitet und wer tatsächlich entscheidet. In der modernen Literatur wird diese Einteilung oft auf den Dualismus zwischen legitimer und illegitimer Herrschaft reduziert. Aber auch innerhalb legitimer Herrschaft und eines demokratischen Regierungssystems kann es entscheidend sein, ob Entschlüsse und Regelungen z. B. von Verbänden und Parteien, der Verwaltungsbürokratie oder etwa vom Parlament maßgeblich vorbereitet werden, oder ob bestimmte Instanzen als Veto-Spieler auftreten können, welche Rolle das Militär oder religiöse bzw. revolutionäre Gruppen und Gremien spielen etc. Einige Politikwissenschaftler behandeln Herrschaftsform und Regierungssystem allerdings als Synonyme.